# Vörösmarty tér (stacja metra)
Vörösmarty tér (dawniej Gizella tér) – początkowa stacja linii M1 metra budapeszteńskiego. Kończy ona 5-kilometrową linię metra, której budowanę zainicjowano w 1896 rozpoczynając właśnie od tej stacji. Stacja położona jest przy Vörösmarty tér, czyli pl. Mihálya Vörösmartyego, węgierskiego pisarza i poety. Stacja Vörösmarty tér położona jest 3 m pod ziemią, wygląd stacji przypomina klasyczny wystrój żółtej linii budapeszteńskiego metra. Następną stacją w kierunku północnym jest główny węzeł przesiadkowy Pesztu Deák Ferenc tér.